# Північна бурякова муха
Північна бурякова муха, бурякова муха мінуюча (Pegomyia betae Curt.) — муха з родини Мух-квіткарок. Pegomyia betae є видом-двійником Pegomyia hyosciami Panzer — західної бурякової мухи, і Pegomyia mixta Villeneuve — східної бурякової мухи. В Україні поширена повсюдно, особливо в західних областях. У світі вид відомий в Північній Америці, Центральній, Північній та Східній Європі, Японії.

## Опис
Муха довжиною 5—6 міліметрів, груди сірі, зверху з буруватими поздовжніми смужками. Черевце з темною поздовжньою смужкою, з боків червонувате. Голова півкуляста, в профіль майже трикутна, з великими коричневими або червонуватими очима. Стегна і гомілки ніг у самців сірі. Самки від самців відрізняються ширшим черевцем і лобом. Личинка брудно-біла, довжиною 9 міліметрів, безнога і без хітинізованої голови, із затупленим заднім краєм, що має ряд трикутних зубців. Пупарій барильцеподібний, темно-коричневий, довжиною 3,5—5 міліметрів. Яйце біле, з сітчастою поверхнею, довжиною 0,8 міліметра.
Головними ознаками за якими північні бурякові мухи відрізняються від західних є будова генітального апарату і яйцекладу в самок. Геніталії самців сильно склеротизовані і мають темніше забарвлення з двома довгими добре розвинутими церками. Церки вуглуваті з добре вираженим гачком в апікальній частині, внутрішні лопасті довгі й прямі. У самок на восьмому абдомінальному сегменті розташовані три склеротизовані пластинки з яких вентральна має трикутну форму і обмежена в основному темною крайовою зоною.

## Екологія
Личинки живляться листками протягом усього розвитку. Переміщуючись всередині листка, утворюють ходи (міни), які зливаються і можуть охопити всю пластинку. Верхня шкірка під мінами здувається, підсихає і лопається. Пошкоджені листки жовтіють і відмирають. Зимують личинки в пупаріях. У районах бурякосіяння муха дає переважно два покоління, а за вологої і теплої погоди — до чотирьох. Личинки можуть розвиватися в листках лободи, шпинату тощо.
У південній смузі Полісся і в Лісостепу виліт мух з лялечок відбувається в квітні. Незабаром самки приступають до відкладання яєць, розміщуючи їх знизу листків цукрових буряків та інших лободових як по одному, так і купками, по 5—6 штук. На один листок відкладає до 20 яєць, а всього самка протягом 1—2 місяців може відкласти їх до 100. Фаза яйця триває 2—4 доби, а за несприятливих умов близько двох тижнів. Личинки, які виходять з яєць, вгризаються в м'якоть листка і роблять у ній ходи (міни). Після двох линянь (через 7—21 день після виходу з яйця) личинки залишають міни і заглиблюються на 2—8 см у ґрунт, де й заляльковуються у пупаріях. На відміну від західної бурякової мухи личинки якої часто заляльковуються на листі в північної вони роблять це виключно в ґрунті. У середньому через три тижні з пупаріїв виходять мухи нового, літнього, покоління, повний цикл розвитку якого триває 3—5 тижнів, а за прохолодної погоди — понад два місяці. В Україні розвивається 2—4 покоління. Масове розмноження спостерігається в роки з сухою і теплою весною. Крім буряків, личинки мінують листки лободи, шпинату, а також деяких пасльонових бур'янів (блекоти, дурману). В м'якоті листків личинки молодшого віку прокладають спочатку вузькі, а пізніше ширші ходи, що мають вигляд плям неправильної форми з відстаючою верхньою шкірочкою, через яку просвічується вміст міни — екскременти і сама личинка. Міни кількох личинок на одному листку часто зливаються, охоплюючи велику частину листкової пластинки. Дуже пошкоджені листки жовтіють, в'януть і всихають, що призводить до значного зниження цукристості коренеплодів і врожаю насіння.

## Заходи захисту
Якщо на одній рослині у фазі 2-4 листків 6-8 яєць і 3-5 личинок, а у фазі 6-8 листків на одній рослині 15-20 яєць і 6-10 личинок при заселенні шкідником З0 % рослин, посіви обприскують інсектицидами.